# 안탄대선생묘
안탄대선생묘(安坦大先生墓)는 대한민국 경기도 안산시 단원구 성곡동에 있는, 조선 선조의 외증조인 안탄대의 묘이다. 1985년 9월 20일 경기도의 기념물 제83호로 지정되었다.

## 개요
조선 선조의 외증조인 안탄대의 묘이다.
그의 딸이 중종의 후궁인 창빈 안씨이다. 창빈은 영양군·덕흥군의 생모이며, 덕흥군은 선조의 생부이므로 그가 선조의 외증조임을 알 수 있다. 그는 사실상 부원군(府院君:왕비의 친아버지)의 위치에 있었지만 부귀영화를 사양하고 검소하게 생활하였으며 죽은 후에는 우의정의 벼슬이 내려졌다.
묘는 부인 황씨와의 합장묘이며 봉분 앞에 묘비·상석·향로석이 있고, 그 좌우에는 멀리서도 무덤이 있음을 알려주는 망주석과 문인석이 1쌍씩 있다. 묘비는 효종 7년(1656) 외손 계열인 신최가 짓고, 신승이 글씨를 쓴 것이다.

## 같이 보기
- 안탄대

## 참고 문헌
- 안탄대선생묘 - 국가유산청 국가유산포털